# Bøvling Sogn
Bøvling Sogn er et sogn i Lemvig Provsti (Viborg Stift).
I 1800-tallet var Flynder Sogn anneks til Bøvling Sogn. Begge sogne hørte til Skodborg Herred i Ringkøbing Amt. Bøvling-Flynder sognekommune blev senere delt, så hvert sogn blev en selvstændig sognekommune. I 1961 var både Bøvling og Flynder med til at danne Tangsø Kommune, som ved kommunalreformen i 1970 blev indlemmet i Lemvig Kommune.
I Bøvling Sogn ligger Bøvling Kirke og herregården Rysensten.
I sognet findes følgende autoriserede stednavne:
- Bletholm (areal)
- Bodsgårde (bebyggelse)
- Brørup (bebyggelse, ejerlav)
- Bøvling Fjord (vandareal)
- Bøvling Klit (areal, bebyggelse)
- Bøvlingbjerg (bebyggelse)
- Fjordshale (vandareal)
- Fåre (bebyggelse)
- Galsgård (bebyggelse)
- Gammelminde (areal, vandareal)
- Hyldager (bebyggelse)
- Høvsøre (areal, bebyggelse)
- Klitsgård (bebyggelse)
- Kristiansborg (bebyggelse)
- Krogshede (bebyggelse)
- Rysensten Bæk (vandareal)
- Skadhede (bebyggelse)
- Tangsø (vandareal)
- Traneholm (areal)
- Traneholm Strøm (vandareal)
- Villensgård (bebyggelse)